# 小行星1709
小行星1709（1709 Ukraina），臨時編號為1925 QA，是一顆位於小行星帶內部區域的石質小行星，直徑約為9公里。1925年8月16日由蘇聯天文學家格里戈里·沙因在克里米亞半島的錫梅伊茲天文台發現。為向乌克兰致敬而命名為「Ukraina」。

## 軌道和類別
小行星1709在主帶內部，以1.9－2.9 AU的距離圍繞太陽運行，週期為3年8個月（1,340天）。它關於黃道的軌道離心率為0.21，傾角為8度。
在錫梅伊茲天文台正式被發現觀測的5天後，天體的觀測弧在王座山天文台開始。

## 物理特徵
這顆S-型小行星的幾何反照率約為0.2，自轉週期約為7.3小時。

## 命名
這顆微型行星的名稱來源自乌克兰（羅馬化：Ukraína），當時國名為乌克兰苏维埃社会主义共和国（1922－1991年）。名稱由位於列寧格勒（現聖彼得堡）的天文理論研究所提出。正式的命名引述由小行星中心於1967年6月1日發表（《小行星通告》2740）。

## 外部連結
- Asteroid Lightcurve Database (LCDB) （页面存档备份，存于）, query form (info （页面存档备份，存于）)
- Dictionary of Minor Planet Names, Google books
- Asteroids and comets rotation curves, CdR （页面存档备份，存于） – Observatoire de Genève, Raoul Behrend
- Discovery Circumstances: Numbered Minor Planets (1)-(5000)（页面存档备份，存于） – Minor Planet Center
- 小行星1709 at AstDyS-2, Asteroids—Dynamic Site
  - Ephemeris · Observation prediction · Orbital info · Proper elements · Observational info
- NASA JPL小天體瀏覽器上的1709 Ukraina